# Cryptocanthon paradoxus
Cryptocanthon paradoxus là một loài bọ cánh cứng trong họ Bọ hung (Scarabaeidae).